# Aeroportul Bogashevo
Aeroportul Bogashevo (IATA: TOF, ICAO: UNTT) este un aeroport din Regiunea Tomsk, Rusia ce deservește zona Tomsk. Aeroportul a fost tranzitat în 2021 de 486.965 de pasageri. A fost deschis în 1967 și numit după Nikolay Kamov⁠(d).
Situat la o altitudine de 182 m, aeroportul dispune de 1 pistă. Este operat de Tomsk Avia⁠(d).

## Infrastructură

### Piste
Aeroportul dispune de o singură pistă. Pista are orientarea 02L/20R.